# Pejići
Pejići (szerbül: Пејићи), falu Bosznia-Hercegovinában, Bosanska krajina területén, Prijedor községben, a Szerb Köztársaságban. 

## Fekvése
Bosznia-Hercegovina északnyugati részén, Banja Lukától légvonalban 38, közúton 68 km-re nyugatra, községközpontjától légvonalban 11, közúton 15 km-re délre, 150 – 270 méteres tengerszint feletti magasságban, a Szana folyó jobb partján elterülő dombvidéken fekszik. Több településrészből áll.

## Népessége
| Nemzetiségi csoport | Népesség 1991 | Népesség 2013 |
| ------------------- | ------------- | ------------- |
| Szerb               | 388           | 309           |
| Bosnyák             | 18            | 1             |
| Horvát              | 2             | 4             |
| Jugoszláv           | 7             | 1             |
| Egyéb               | 9             | 1             |
| Összesen            | 424           | 316           |

## Története
A település 1878-ig tartozott az Oszmán Birodalomhoz, ekkor a berlini kongresszus határozata alapján az Osztrák-Magyar Monarchia része lett. 1879-ben az első osztrák-magyar népszámlálás során a Prijedori járáshoz tartozó településnek 18 háztartása, 13 muszlim és 96 ortodox keresztény lakosa volt. 1910-ben a Gaćani községhez tartozó településen 42 háztartást, 196 ortodox és 41 muszlim lakost találtak. A monarchia szétesésével 1918-ban előbb a Szerb-Horvát-Szlovén Királyság, majd 1929-től a Jugoszláv Királyság része. Jugoszlávia megszállása után a falu a Független Horvát Állam (NDH) része lett. 1945-től a település a szocialista Jugoszlávia része volt. A boszniai háború idején a település a Boszniai Szerb Köztársasághoz tartozott. A daytoni békeszerződést követő területfelosztásnál a település Prijedor község részeként a Szerb Köztársaság területéhez került.